# 白洪淅
白洪淅（백홍석，1986年8月13日—），韓國圍棋棋手。2001年入段；2011年晉升為九段。2012年第四届BC信用卡盃世界圍棋公開賽中，在16强中只剩3名韩国棋手的情况下，连续战胜牛雨田、周睿羊、胡耀宇，决赛3:1逆转党毅飞，突破了中国棋手的包围，获得冠军。2012年8月，在第24届亞洲杯電視圍棋快棋賽中，连胜中国棋手连笑、柁嘉熹之后，又击败了去年决赛未能战胜的孔杰，获得冠军。

## 國際比賽成績
- 2006年：三星杯4强
- 2011年：亞洲杯亚军
- 2012年：BC卡盃冠军，亞洲杯冠军

## 外部連結
- 韓国棋院「백홍석(白洪淅)」